# ウィリアム・ウッドウォード・ジュニア射殺事件
ウィリアム・ウッドウォード・ジュニア射殺事件（ウィリアム・ウッドウォード・ジュニアしゃさつじけん）は、1955年10月30日にアメリカ合衆国・ロングアイランドで発生した殺人事件。
伝説の名馬・ナシュアのオーナーでもあった大富豪ウィリアム・ウッドウォード・ジュニア（通称「ビリー」）が、妻のアンによって同地にあった自身の別荘において射殺された事件。裁判ではアンはビリーを不審者と間違えて発砲したとして無罪になったが、「世紀の射殺事件」と呼ばれ、一大スキャンダルになった。
事件の20年後、作家のトルーマン・カポーティ（アンと喧嘩したことがあり、それを根に持っていたという）がアンの噂話を集め、それを基に殺人鬼として小説『叶えられた祈り』に書いたことでアンは自殺。その後、アンとビリーの二人の息子も自殺した。

## ウッドウォード家
ウッドウォード家は19世紀にアメリカ連合国へのテキスタイル販売で成功したメリーランドの富豪で、被害者の祖父はニューヨーク・コットン取引所の創設者。父親はハーバード・ロー・スクール卒業後、在英アメリカ大使の秘書を経て、銀行家（チェイス・マンハッタン銀行とJPモルガン銀行の前身であるハノーバー・ナショナル・バンク会頭）になり、サラブレッド競馬馬の名門飼育場のオーナーとしても名を馳せた。競馬を通じてエドワード7世など、英王室や貴族とも交流があった。

## ビリーとアン
被害者のウィリアム・ウッドウォード・ジュニア（通称ビリー）は1920年にウッドウォード家の一人息子として生まれた。ハーバード大学卒業後、海軍に入隊して第二次世界大戦に従軍、その後父親の銀行に勤めた。1943年に父親から紹介されたラジオ局に勤める4つ年上の美女アンと結婚。父親の愛人だったのをビリーが譲り受けたという噂も囁かれた。1953年に父親が死亡し、その莫大な財産を相続した。
アンは、カンザス州の母子家庭で育った貧しい娘だったが、ニューヨークでラジオ局の仕事を得、その美貌から「ラジオ界一の美女」と言われた華やかな女性だった。ビリーとの結婚でアメリカ有数の富豪の一員になったものの、育ちの違いを嫌われ、ビリーの親族や社交界の面々からは疎まれていた。唯一好意的だったのは、ウィンザー公との結婚で同様の経験を味わったウィンザー公爵夫人だけだった。
ビリーとアンの間には二人の息子ができたが、人目をはばからず口論することも多く、傍目にはうまくいっているようには映らなかった。ビリーには同性愛の噂が出、アンはアーガー・ハーンやフランチョット・トーンと浮名を流した。

## 射殺事件
1955年10月30日、ウィンザー公爵夫人の晩餐会に夫婦で出席したあと、ロングアイランドのオイスター・ベイにある別荘に帰り、それぞれの寝室で就寝した。近隣で盗難が続いていたため、安全のため二人ともそれぞれ銃を用意していた。深夜、物音を聞きつけたアンはビリーの部屋のドア付近に怪しい影を認め、暗い廊下から発砲した。不審者と思った影は夫のビリーで、頭を撃たれて死亡していた。
雑誌は「世紀の射殺」としてこれを報じ、ビリーの母はアンの計画的殺人を疑った。アンは逮捕され裁判にかけられたが、誤射であったとして無罪になった。

## 妻の自殺
無罪とされたものの、社交界ではアンに対する疑惑が根強く囁かれ続け、実は元娼婦だった、重婚者だったなどの噂が流れた。二人の息子たちはアンから引き離され、スイスのボーディングスクール「ル・ロゼ」に送られた。アンは酒やドラッグに溺れるようになり、ほとぼりが冷めるまでアメリカを離れ、ヨーロッパの貴族たちと戯れる生活を送った。
事件から20年後、ニューヨーク社交界の常連である作家のトルーマン・カポーティがアンの噂話を集めて、小説を書いた。その中でカポーティは、同じアンという名の身持ちの悪い主人公を登場させ、前夫との離婚が成立していないことを隠して金持ちと結婚し、それがばれそうになり、夫を殺す悪女として描いた。周辺の友人たちによると、カポーティは以前、アンと喧嘩をしたことがあり、「チビのオカマ」呼ばわりされたことを根に持っていたという。
カポーティが描いたアンの姿は事実と違っていたことがのちに明らかにされたが、当時の社交界ではそれが真実であると信じられていた。1975年にこの小説『叶えられた祈り』の一部が『エスクァイア』誌に掲載されると、ほどなくして、アンは5番街の自宅で薬物自殺をした。

## 息子たちの悲劇
弟のジェィムズは、ベトナム戦争に従軍し、帰国後ドラッグ中毒になり入院した。母親を恨んでおり、見舞いに来たアンに向かって「なぜ父親を殺したのか」と責めもした。鬱状態に陥り、1972年には4階の窓から投身自殺を図った。このときは一命を取り留めたが、母親が自殺した翌年にホテルの窓から再び飛び降りて亡くなった。
兄のウィリアム・ウッドウォード3世（通称ウッディ）は、1968年にニューヨーク・ポスト紙の記者になり、出版社経営を経たあと、ハーバード・ビジネス・スクールに進み、ヒュー・L・ケアリーやエド・コッチのもとで働いた。スイスのボーディングスクール時代に知り合った女性と1985年に結婚し、ロンドン、パリ、ニューヨーク、地中海を行き来する優雅な日々を送っていたが、1994年に夫婦関係が破綻。1996年に7歳の娘の親権を巡って裁判になった。係争中、娘は母親の元に引き取られ、娘に会いにくくなったことを悲観し、鬱状態になっていた。1999年、イーストサイドの14階にある自宅から飛び降りて自殺した。54歳だった。